# 穆尼亞尼區
穆尼亞尼區（西班牙語：Distrito de Muñani），是秘魯的一個區，位於該國東南部普諾大區的阿桑加羅省，始建於1854年5月2日，面積764.49平方公里，海拔高度3,919米，2005年人口7,665，人口密度每平方公里10人。